# Jakob Hilfiker

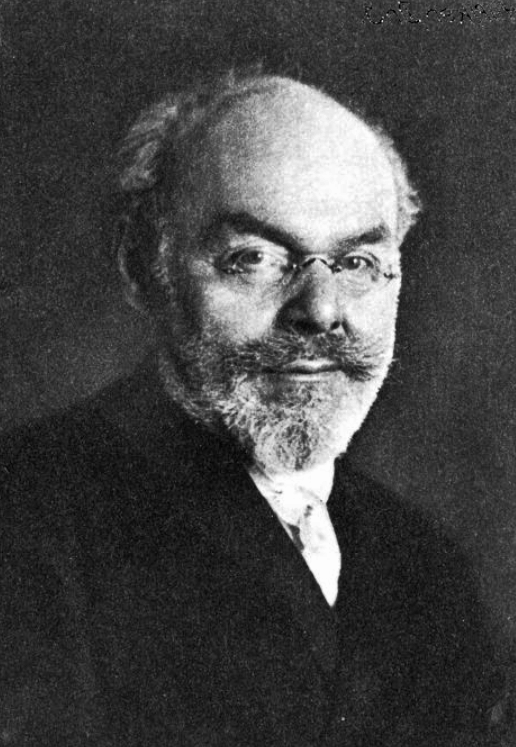
Jakob Hilfiker (ca. 1905)

Jakob Hilfiker (* 31. Oktober 1851 in Kölliken; † 4. Juni 1913 in Zürich) war ein Schweizer Mathematiker, Astronom und Geodät. Auf seiner 1902 publizierten Arbeit basiert das Schweizerische Landesnivellement 1902 (LN02), das offizielle schweizerische Höhenbezugssystem.

## Leben und Wirken

### Biographie
Jakob Hilfiker wurde 1851 als Sohn des Jakob Hilfiker aus Kölliken und der Maria Anna Hilfiker, geb. Roth, als jüngstes von sechs Geschwistern in Kölliken, Kanton Aargau, geboren. Nach dem Besuch der dortigen Bezirksschule und der technischen Abteilung der Kantonsschule Aarau studierte er von 1869 bis 1871 an der Abteilung für Fachlehrer am Polytechnikum Zürich (heute ETH Zürich). Seine berufliche Laufbahn begann er 1872 als Mathematiklehrer an den Bezirksschulen von Laufenburg und Lenzburg 1873–1876.
1876 setzte Hilfiker seine Ausbildung mit einem wissenschaftlichen Studium der Mathematik und Astronomie an der Universität Bern fort. 1878 promovierte er in Bern und erhielt darauf eine Assistentenstelle an der Sternwarte Leipzig. Ab 1881 war Hilfiker als Astronom an der Sternwarte Neuenburg (heute Observatoire cantonal de Neuchâtel) und später auch als Privatdozent an der Akademie Neuenburg (heute Universität Neuenburg) tätig. Eine Nervenkrankheit zwang ihn, seine Anstellung in Neuenburg aufzugeben. 1892 erhielt er eine vorerst provisorische Anstellung beim Eidgenössischen Topographischen Büro in Bern (heute Bundesamt für Landestopografie swisstopo). Auf Grund seiner gründlichen und zuverlässigen Arbeitsweise wurde Hilfiker 1896 als Ingenieur und Geodät angestellt und beim Eidgenössischen Landesnivellement eingesetzt.
1894 lernte er Ida Schmid (1866–1951) aus Winterthur kennen. Sie studierte Medizin ab 1887 an der Universität Zürich, promovierte 1895 und eröffnete sogleich eine Arztpraxis an der Bahnhofstrasse 54 zentral in Zürich. 1897 heiratete Hilfiker die praktizierende Ärztin und engagierte Frauenrechtlerin und gründete mit ihr eine Familie. Das Ehepaar hatte zwei Söhne, Emil Hilfiker (* 1898), der später Jura studierte, und Karl Hilfiker (* 1899), der Arzt wurde.
Mit Erlaubnis des Arbeitgebers bezog Hilfiker sein Domizil nach der Heirat bei seiner Ehefrau in Zürich, da diese ihre Arztpraxis in der Stadt Zürich nicht aufgeben wollte. Im Sommer war Hilfiker als Geodät bei den Messarbeiten für die Landesvermessung in der ganzen Schweiz unterwegs, während er im Winter die Messungen in Zürich auswertete, geodätische Forschung betrieb und seine Ergebnisse publizierte. Im 62. Lebensjahr, zwei Tage bevor er die Feldarbeit als Geodät am Ende eines Urlaubs wieder aufnehmen wollte, starb Jakob Hilfiker am 4. Juli 1913 infolge eines Herzinfarkts in Zürich.

### Astronomie
Im November 1878 promovierte Hilfiker mit summa cum laude an der Universität Bern mit einer Arbeit über die Bestimmung der Sonnenparallaxe, einem historisch kritischen Überblick über die damals bekannten Methoden der Parallaxenbestimmung mit besonderer Berücksichtigung der Oppositionsbeobachtungen.
Im gleichen Jahr wurde Hilfiker Assistent an der Sternwarte Leipzig, wo er unter der Leitung des bedeutenden Astronomen, Geodäten und Meteorologen Carl Bruhns neben astronomischen und geodätischen Arbeiten auch meteorologische Aufgaben, namentlich den Wetterdienst, übernahm. Im Auftrag von Bruhns führte er verschiedene astrogeodätische Arbeiten für die Mitteleuropäische Gradmessung aus. Die Ausgleichung der vorhandenen europäischen Längenbeobachtungen veranlassten ihn zu einer geschichtlichen Darstellung der astronomischen Längenbestimmung und der Genauigkeit der einzelnen Methoden.
Nach dem Tod von Carl Bruhns 1881 verliess er Leipzig und kehrte in die Schweiz zurück, wo er an der Sternwarte in Neuchâtel eine Assistentenstelle annahm. Unter der Leitung des Astronomen, Geodäten und Gründungsmitglieds der Schweizerischen Geodätischen Kommission (SGK) Adolph Hirsch befasste er sich neben den astronomischen Beobachtungen mit dem Zeitdienst und der Prüfung von Pendeluhren sowie Chronometern. Er untersuchte den Einfluss des Luftdrucks auf den Uhrengang sowie den persönlichen Fehler (Durchgangsfehler) bei Durchgangsbeobachtungen für den Zeitdienst. Daneben fand er Gelegenheit zu wissenschaftlichen Studien und Publikationen sowie zur Lehrtätigkeit an der Universität Neuchâtel.
Die in Neuchâtel während Jahrzehnten zur Zeitbestimmung fortgesetzten Durchgangsbeobachtungen der Sonne verwertete er für eine Studie über die damals aktuelle Frage der Veränderlichkeit des Sonnendurchmessers. Die Ergebnisse seiner Beobachtung der Rektaszensionen der Mondkulminationssterne nach Maurice Loevy, die er von 1884 bis 1891 am Neuenburger Meridiankreis durchführte, publizierte Hilfiker in seinem «Catalogue des étoiles lunaires».

### Geodäsie und Landesvermessung

Pierre du Niton, Foto swisstopo, 1911

Hilfiker sammelte schon in den 1880er Jahren in Leipzig bei den Arbeiten für die Mitteleuropäische Gradmessung erste praktische Erfahrungen in der Geodäsie. Auch an der Sternwarte Neuenburg befasste er sich mit der astrogeodätischen Längenbestimmung und mit der Ausgleichung des Mitteleuropäischen Längennetzes. Zudem beteiligte er sich an astrogeodätischen Längen- und Breitenbeobachtungen auf verschiedenen Stationen in der Schweiz und an Berechnungen (Ausgleichungen nach der Methode der kleinsten Quadrate) von Triangulationsnetzen der SGK.
Nach seiner Anstellung beim Eidgenössischen Topographischen Büro in Bern konzentrierte sich Hilfiker ganz auf die Landesvermessung. 1893–1903 war er in den Sommermonaten in der ganzen Schweiz mit der systematischen Begehung, Konsolidierung und teilweisen Neumessung der Linien des «Nivellement de précision» der SGK beschäftigt. Mit Sonderbewilligung des schweizerischen Bundesrats arbeitete Hilfiker im Winterhalbjahr in seinem Domizil (heute als Homeoffice bezeichnet) in Zürich, wo er die Messungen auswertete und dokumentierte. Daneben verfasste er Studien und Publikationen und rapportierte den Arbeitsfortschritt mittels Monatsberichten an den Direktor des Eidgenössischen Topographischen Büros. Die Erfahrungen Hilfikers aus diesem als «Versicherungsnivellement» bezeichneten Projekt dienten später zur Konzeption der Messverfahren des neuen Landesnivellements (LN02).
1901 übertrug der damals neu ernannte Chef der Abteilung für Landestopographie (heute Bundesamt für Landestopografie swisstopo) Leonz Held seinen beiden Mitarbeitern Jakob Hilfiker und Max Rosenmund die Aufgabe, geodätische Grundlagen für eine neue schweizerische Landesvermessung festzulegen. Während Rosenmund eine neue Kartenprojektion (winkeltreue, schiefachsige Zylinderprojektion mit Nullpunkt in der alten Sternwarte Bern) entwickelte, befasste sich Hilfiker mit dem Höhenbezugssystem. Die Ergebnisse wurden in der 1902 erschienenen Publikation Hilfikers «Untersuchung über die Höhenverhältnisse der Schweiz» veröffentlicht. Darin wird nach Vergleichen mit den Höhenanschlüssen an die Meerespegel der Nachbarländer als Ausgangshorizont des offiziellen schweizerischen Höhenbezugssystems (LN02) das Mittelwasser des Mittelländischen Meeres im Hafen von Marseille angenommen. Die absolute Höhe des Referenzpunktes Repère Pierre du Niton (RPN) auf einem Felsblock im Hafenbecken von Genf (s. Bild) wird auf 373,6 m festgelegt. Deshalb sind die Höhenangaben in den älteren Karten der Schweiz (Dufourkarte, Siegfriedkarte) um 3,26 m höher als die heute offiziellen Werte. Dieses geodätische Höhendatum gilt bis heute für das offizielle Gebrauchshöhensystem (LN02) und für alle Karten und Vermessungen in der Schweiz.

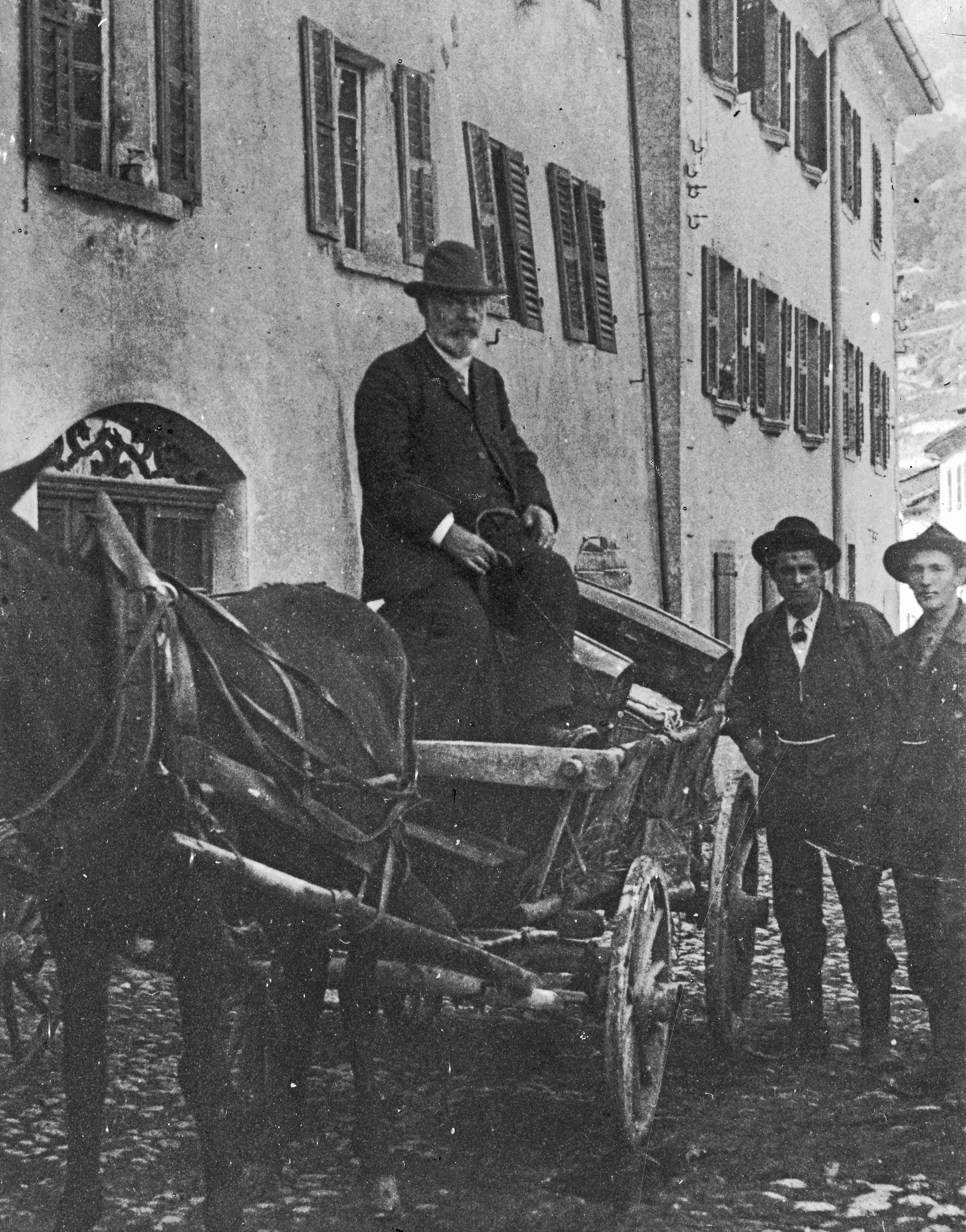
Jakob Hilfiker und seine Equipe im Feldeinsatz beim Landesnivellement, Foto swisstopo, 1905

Unter der Oberleitung von Leonz Held wurden die Arbeiten für ein neues Landesnivellement (LN02) 1903 aufgenommen. Hilfiker wurde als erfahrener Nivelleur bei diversen Nivellements-Messkampagnen als Leiter und Beobachter eingesetzt. Er nivellierte u. a. über die Alpenpässe Grosser St. Bernhard und Simplon sowie durch den damals neuen Simplontunnel, den dazumal längsten Bahntunnel der Welt. Die Messungen wurden von ihm ausgewertet und die Ergebnisse publiziert. Trotz gesundheitlichen Problemen, welche ihn zu Absenzen und Kuraufenthalten zwangen, war Hilfiker bis zu seinem plötzlichen Tod bei der Weiterentwicklung der Messverfahren und den Messarbeiten des Landesnivellements aktiv. 1910 wurde der junge Ingenieur Hans Zölly zum Sektionschef Geodäsie ernannt. In der Folge übernahm dieser die Leitung der Arbeiten für die neue Landesvermessung.

## Schriften (Auswahl)
- Über die Bestimmung der Sonnenparalaxe mit besonderer Beziehung der Oppositionsbeobachtungen. Dissertation, Universität Bern, 1878.
- Première étude sur les observations du diamètre du soleil faites à l’observatoire de Neuchâtel de 1862 à 1883. Bulletin de la Société des sciences nationales. Neuchâtel, 7 février 1884.
- Ausgleichung des Längennetzes der Europäischen Gradmessung. In: Astronomische Nachrichten. 112. Jg., 1885, Nr. 10, S. 145.
- Vergleichung des definitiven Cataloges der Mondsterne von Loewy mit dem System des Berliner Jahrbuches und der Astronomischen Gesellschaft. In: Astronomische Nachrichten. 128. Jg., 1891, Nr. 22, S. 393.
- Ueber eine Kompensationslatte beim Präcisionsnivellement. In: Schweizerische Bauzeitung. 35./36. Jg., 1900, Nr. 24, S. 257–259 (Digitalisat).
- Untersuchung der Höhenverhältnisse der Schweiz im Anschluss an den Meereshorizont. Publikation der Schweizerischen Abteilung für Landestopographie, Bern 1902 (Digitalisat; PDF; 93,9 MB).
- Bericht der Landestopographie an die Schweizerische Geodätische Kommission über die Arbeiten am Präzisionsnivellement der Schweiz in den Jahren 1893–1903. Publikation der Schweizerischen Geodätischen Kommission, Zürich 1905.
- Das Nivellements-Polygon am Simplon. In: Astronomisch-geodätische Arbeiten der Schweiz. 12. Jg., Schweizerische Geodätische Kommission, Zürich 1910 (Digitalisat; PDF; 257 MB).